# Esnandes
Esnandes és un municipi francès situat al departament del Charente Marítim i a la regió de la Nova Aquitània. L'any 2007 tenia 1.994 habitants.

## Demografia

### Població
El 2007 la població de fet d'Esnandes era de 1.994 persones. Hi havia 793 famílies de les quals 170 eren unipersonals (83 homes vivint sols i 87 dones vivint soles), 281 parelles sense fills, 301 parelles amb fills i 41 famílies monoparentals amb fills.
La població ha evolucionat segons el següent gràfic:
Habitants censats

### Habitatges
El 2007 hi havia 867 habitatges, 806 eren l'habitatge principal de la família, 23 eren segones residències i 38 estaven desocupats. 784 eren cases i 31 eren apartaments. Dels 806 habitatges principals, 654 estaven ocupats pels seus propietaris, 140 estaven llogats i ocupats pels llogaters i 11 estaven cedits a títol gratuït; 48 tenien una cambra, 28 en tenien dues, 76 en tenien tres, 234 en tenien quatre i 419 en tenien cinc o més. 604 habitatges disposaven pel capbaix d'una plaça de pàrquing. A 326 habitatges hi havia un automòbil i a 404 n'hi havia dos o més.

### Piràmide de població
La piràmide de població per edats i sexe el 2009 era:
| Homes | Edats   | Dones |
| ----- | ------- | ----- |
| 0     | 95 o +  | 4     |
| 0     | 90 a 94 | 12    |
| 8     | 85 a 89 | 16    |
| 12    | 80 a 84 | 20    |
| 28    | 75 a 79 | 44    |
| 20    | 70 a 74 | 32    |
| 24    | 65 a 69 | 20    |
| 32    | 60 a 64 | 16    |
| 52    | 55 a 59 | 68    |
| 76    | 50 a 54 | 72    |
| 68    | 45 a 49 | 44    |
| 88    | 40 a 44 | 108   |
| 64    | 35 a 39 | 80    |
| 52    | 30 a 34 | 56    |
| 52    | 25 a 29 | 60    |
| 64    | 20 a 24 | 28    |
| 88    | 15 a 19 | 57    |
| 60    | 10 a 14 | 88    |
| 52    | 5 a 9   | 56    |
| 56    | 0 a 4   | 52    |

## Economia
El 2007 la població en edat de treballar era de 1.356 persones, 1.051 eren actives i 305 eren inactives. De les 1.051 persones actives 956 estaven ocupades (503 homes i 453 dones) i 95 estaven aturades (41 homes i 54 dones). De les 305 persones inactives 126 estaven jubilades, 81 estaven estudiant i 98 estaven classificades com a «altres inactius».

### Ingressos
El 2009 a Esnandes hi havia 808 unitats fiscals que integraven 2.072 persones, la mediana anual d'ingressos fiscals per persona era de 18.836 €.

### Activitats econòmiques
Dels 58 establiments que hi havia el 2007, 1 era d'una empresa extractiva, 1 d'una empresa alimentària, 2 d'empreses de fabricació d'altres productes industrials, 15 d'empreses de construcció, 13 d'empreses de comerç i reparació d'automòbils, 4 d'empreses de transport, 4 d'empreses d'hostatgeria i restauració, 1 d'una empresa d'informació i comunicació, 5 d'empreses immobiliàries, 1 d'una empresa de serveis, 9 d'entitats de l'administració pública i 2 d'empreses classificades com a «altres activitats de serveis».
Dels 18 establiments de servei als particulars que hi havia el 2009, 1 era una oficina de correu, 1 autoescola, 3 paletes, 2 guixaires pintors, 3 fusteries, 1 lampisteria, 3 electricistes, 1 perruqueria, 2 restaurants i 1 saló de bellesa.
Dels 5 establiments comercials que hi havia el 2009, 1 era una botiga de menys de 120 m², 1 una fleca, 1 una carnisseria, 1 una peixateria i 1 una perfumeria.
L'any 2000 a Esnandes hi havia 8 explotacions agrícoles que ocupaven un total de 558 hectàrees.

## Equipaments sanitaris i escolars
L'únic equipament sanitari que hi havia el 2009 era una farmàcia.
El 2009 hi havia 1 escola maternal i 1 escola elemental.

## Poblacions més properes
El següent diagrama mostra les poblacions més properes.